# Студенчице (Медводе)
Студенчице (словен. Studenčice)) је насеље у општини Медводе која припада покрајини Горењска.
Студенчице се налазе на надморској висини 553 м површине 2,93 км². Приликом пописа становништва 2002. године насеље је имало 109. становника

## Културна баштина
На ливади североно од Студенчице бр. 64 а источно од пута Студенчице—Теховец, налази је гранитни споменик висик 2 метра, као спомен обележје партизанским куририма станице ТВ-Г-25 у Другом светском рату. Обелиск је дизајнирао Јанез Омерза и откривен је 5. октобра 1980. Крурској станици ТВ-Г-25 постоји и спомен плоча на кући Студенчице бр. 64. 
У насељу постоји 7 објеката који спадају у непокретна културна добра Републике Словеније